# Phare de Punta Rasa
Le phare de Punta Rasa (en espagnol : Faro de Punta Rasa) est un phare actif situé sur Punta Rasa (ceb) à 4 km au nord de Gibara, dans la province de Holguín, à Cuba.

## Histoire
La première station de signalisation maritime a été établie en 1896. Le phare actuel marque le côté ouest de l'entrée de Gibara.

## Description
Ce phare  est une tour cylindrique en béton, avec une galerie et une lanterne de 30 m de haut. La tour est peinte en bandes horizontales blanches et rouges. Il émet, à une hauteur focale de 34 m, un éclat blanc par période de 15 secondes. Sa portée est de 12 milles nautiques (environ 22 km).
Identifiant : ARLHS : CUB-033 ; CU-0424 - Amirauté : J4948 - NGA : 110-12894.

### Lien connexe
- Liste des phares de Cuba